# Loppis kyrka
Loppis kyrka (finska: Lopen kirkko) är en luthersk tegelkyrka i nygotisk stil i Loppis i det finländska landskapet Egentliga Tavastland. Kyrkan byggdes 1885–1888. Kyrkan är Loppis församlings huvudkyrka. Församlingen har också en annan kyrka i Loppis; Sankta Birgittakyrkan. Kyrkan har ritats av Constantin Kiseleff och Elia Heikel.

## Historia och arkitektur
Loppis kyrka är en korskyrka med klocktorn. Klocktornet har tre våningar. Det finns två kyrkklockor i tornet, en från 1926 och den andra från 1958. Loppis kyrka har ett sadeltak. År 1914 brann kyrkan och renoveringsarbetet gjordes i Ilmari Launis ledning 1920–1921. Det finns cirka 800 sittplatser i kyrkan.
Loppis kyrkas altartavla föreställer bergspredikan. Tavlan har målats av konstnären Kaapo Wirtanen, antingen år 1929 eller 1928. Den gamla altartavlan finns kvar i kyrkans musiksal. Den gamla tavlan från år 1901 var målat av Felix Frang. Kyrkans första orgel med 21 stämmor tillverkades av Kangasala orgelfabrik år 1929. Orgelfabriken utökade orgeln till 19 stämmor år 1959. Den nuvarande orgeln med 29 stämmor är tillverkad av danska Christensen & Sønner år 1988.